# 黄祖舜
黄祖舜（1100年—1165年），字继道。南宋福建福清崇德鄉平南里大壤（今属福建省福清市东瀚镇大壤村）人。
黄祖尧之弟。宣和六年（1124年）進士。紹興初年，任衢州教授，紹興四年，召守軍器監丞。累迁权刑部侍郎。紹興三十一年（1161年）升同知枢密院事。隆興元年（1163年），出知潭州，卒於任上。

## 延伸阅读
[在维基数据编辑]
 《宋史·卷386》，出自脱脱《宋史》